# Deutsche Basketballmeisterschaft der Frauen 1948
Die Endrunde um die Deutsche Basketballmeisterschaft der Frauen 1948 fand vom 2. bis 3. Oktober 1948 zeitgleich mit den Titelkämpfen der Männer in Göttingen statt. Insgesamt vier Mannschaften ermittelten in einem Rundenturnier den zweiten deutschen Basketballmeister der Frauen. Das Turnier gewann der Titelverteidiger TS Jahn München vor der TSG Heidelberg, Dritter wurde der ATV Düsseldorf.